# Carposina roesleri
Carposina roesleri is een vlinder uit de familie van de Carposinidae. De wetenschappelijke naam van de soort is voor het eerst geldig gepubliceerd in 1977 door Amsel.